# Mónica Sánchez
Pour les articles homonymes, voir Sanchez.
Mónica Mariel Sánchez Cuadros, née le 27 février 1970 à Lima, est une actrice péruvienne.

## Filmographie

### Cinéma
- 1999 : La Carnada
- 1999 : Captain Pantoja and the Special Services
- 2000 : Imposible Amor
- 2008 : Pasajeros
- 2016 : El Candidato
- 2020 : Rómulo y Julita
- 2024 : La herencia de Flora

### Telenovelasetmini-séries
- 1992 : La Perricholi
- 1993 : Bolero
- 1993 : Las Mujeres de mi Vida
- 1994 : Los de Arriba y los de Abajo
- 1995 : Los unos y Los otros
- 1996 : Nino
- 1997 : Todo se compra, Todo se vende
- 1999 : María Emilia, querida
- 2002 : Sarita Colonia
- 2004 : Eva del Edén
- 2007-2008 : Sally, la muñequita del pueblo
- 2009 : Al fondo hay sitio

## Théâtre
- 2000 : Sueño de una tarde dominical
- 2000 : Macbeth
- 2008 : Misericordia